# キャメロン バルーン

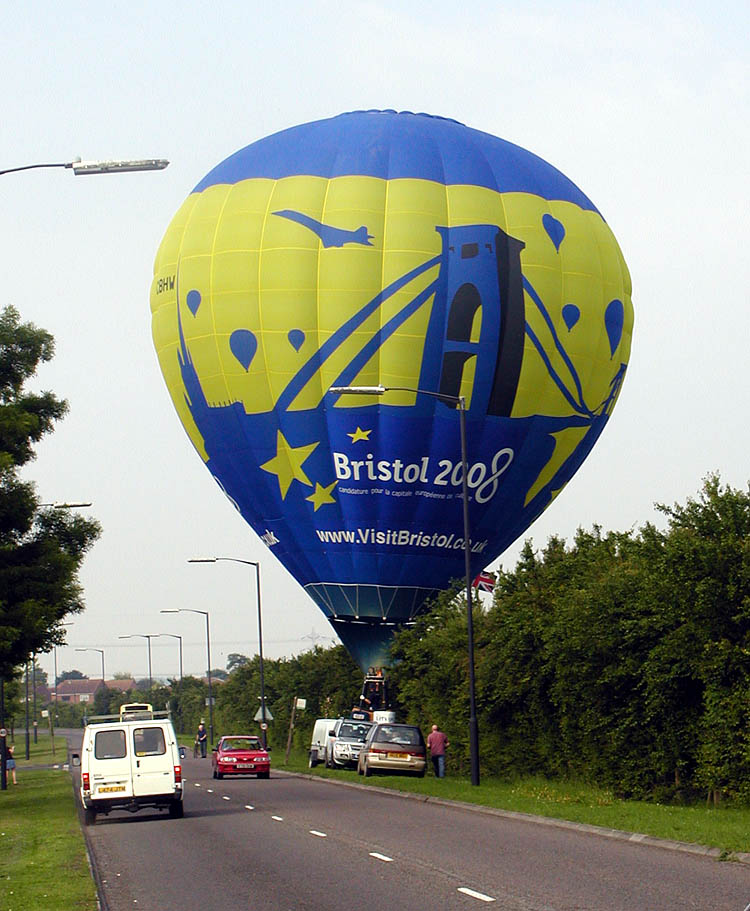
Cameron Z105 熱気球

キャメロンバルーンはイギリスの気球製造会社である。1971年創業。1989年には輸出に貢献したとして女王メダルを受けている。
年間、約500基の気球を生産している。世界中の愛好家から支持を受けている。飛行船やヘリウムガス気球も製造している。1999年、同社が製造したブライトリング オービター3が無着陸世界一周を成し遂げ、高度と距離の記録を樹立している。

## リンク
- Cameron Balloons Ltd. (UK company)
- Cameron Balloons US (independently owned US affilliate/licensee)
- Cameron Balloons 日本代理店

## 参考
- 熱気球